# Catocala sheba
Catocala sheba är en fjärilsart som beskrevs av Samuel E. Cassino 1919. Catocala sheba ingår i släktet Catocala och familjen nattflyn. Inga underarter finns listade i Catalogue of Life.

## Bildgalleri

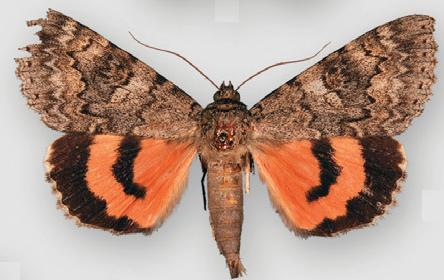
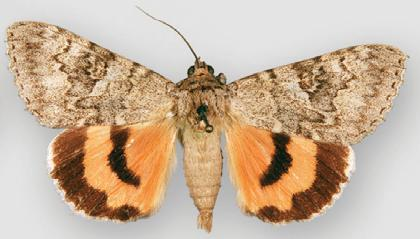